# Heribert Jone
Heribert Jone (nascido em 30 de janeiro de 1885 em Schelklingen / Württemberg na Alemanha, falecido em 25 de dezembro de 1967 em Stühlingen) foi um padre católico, canonista e teólogo moral.
Entrou na ordem dos capuchinhos em 1904 e foi ordenado sacerdote em 1910 em Colônia. No ano seguinte iniciou os estudos de direito da igreja na Pontifícia Universidade Gregoriana de Roma, mas foi interrompido enquanto era missionário nas Carolinas do Pacífico de 1913 a 1919. Depois de voltar para casa, completou seus estudos e em 1922 tornou-se um doutor em direito canônico.
De 1924 a 1949 foi docente na escola religiosa capuchinha de Münster e, a partir de 1925, simultaneamente juiz do tribunal eclesiástico da diocese de Münster.
Ele ganhou grande importância internacional para a Igreja Católica através de suas duas obras principais, um comentário sobre Direito Canônico ao Codex Iuris Canonici e uma obra sobre teologia moral católica.

## Literatura
- Wilhelm Lederer: Pater Dr. Heribert Jone: Ein Leben für Gott und die Wissenschaft 1885-1967. Schelklingen: Stadtarchiv, 1988 (Schelklinger Hefte, 13).